# Marlboro Grand Prix of Miami 1997
Marlboro Grand Prix of Miami 1997 var ett race som kördes den 2 mars på Homestead-Miami Speedway. Den ingick i CART World Series säsongen 1997. Michael Andretti vann tävlingen, efter att ha ryckt ifrån Paul Tracy i samband med den sista omstarten. 

## Slutresultat
| Plats | Förare                | Team                     | Grid | Kvaltid |
| ----- | --------------------- | ------------------------ | ---- | ------- |
| 1     | Michael Andretti      | Newman/Haas Racing       | 14   | 28,596  |
| 2     | Paul Tracy            | Marlboro Team Penske     | 16   | 28,764  |
| 3     | Jimmy Vasser          | Chip Ganassi Racing      | 6    | 28,301  |
| 4     | Greg Moore            | Forsythe Racing          | 4    | 28,150  |
| 5     | Scott Pruett          | Patrick Racing           | 11   | 28,477  |
| 6     | Maurício Gugelmin     | PacWest Racing           | 2    | 28,025  |
| 7     | Alex Zanardi          | Chip Ganassi Racing      | 1    | 28,000  |
| 8     | Parker Johnstone      | Team KOOL Green          | 7    | 28,313  |
| 9     | Patrick Carpentier    | Bettenhausen Motorsports | 9    | 28,384  |
| 10    | Bryan Herta           | Team Rahal               | 18   | 28,792  |
| 11    | Richie Hearn          | Della Penna Motorsports  | 21   | 29,324  |
| 12    | André Ribeiro         | Tasman Motorsports       | 20   | 29,252  |
| 13    | Adrián Fernández      | Tasman Motorsports       | 22   | 29,413  |
| 14    | Mark Blundell         | PacWest Racing           | 5    | 28,277  |
| 15    | Gualter Salles        | Davis/Craig Racing       | 19   | 28,795  |
| 16    | Bobby Rahal           | Team Rahal               | 12   | 28,516  |
| 17    | Raul Boesel           | Patrick Racing           | 8    | 28,334  |
| 18    | Michel Jourdain Jr.   | Payton/Coyne Racing      | 23   | 29,768  |
| 19    | Max Papis             | Arciero-Wells Racing     | 17   | 28,764  |
| 20    | Juan Manuel Fangio II | All American Racing      | 25   | 29,947  |
| 21    | Hiro Matsushita       | Arciero-Wells Racing     | 26   | 30,930  |
| 22    | Gil de Ferran         | Walker Racing            | 3    | 28,050  |
| 23    | Dennis Vitolo         | Payton/Coyne Racing      | 27   | 30,950  |
| 24    | Roberto Moreno        | Payton/Coyne Racing      | 28   | -       |
| 25    | Dario Franchitti      | Hogan Racing             | 13   | 28,547  |
| 26    | Christian Fittipaldi  | Newman/Haas Racing       | 15   | 28,746  |
| 27    | Al Unser Jr.          | Marlboro Team Penske     | 10   | 28,419  |
| 28    | P.J. Jones            | All American Racing      | 24   | 29,783  |